# Vartov Kirke
Vartov Kirke er en kirke bygget 1755 i Løngangstræde i København. Kirken er bygget som en del af udvidelsen af det historiske bygningskompleks Vartov fra 1725. Den er den eneste kirke i København uden tårn eller kuppel. De to klokker hænger i en stabel inde i Vartovs gård.
Det oprindelige kirkerum var åbent ind til sovesalene, så fattiglemmerne på Vartov Hospital kunne følge gudstjenesterne fra deres senge, men det viste sig at være upraktisk på grund af støj og andre forstyrrelser.
I stedet blev kirken bygget til i 1753-55 i forlængelse af Løngangstræde-fløjen. Kirken er bygget i rokokostil med Johan Cornelius Krieger som arkitekt. Krieger var også mester for selve Vartov-komplekset i barokstil.
Der er foretaget flere ændringer og udbygninger på Vartov siden; mest gennemgribende i 1856-60 ved arkitekten N.S. Nebelong, da bygningen blev forhøjet med en etage og fik sin nuværende form. Den seneste tilbygning er fra 1930 (af Aage Rafn) og rummer præstebolig og kapel.
Siden 1920 har kirken været en valgmenighedskirke for grundtvigianere. I de første fem år lejede grundtvigianerne kirken, da den var ejet af Københavns Kommune indtil 1925. Den ejes i dag af Vartov Valgmenighed.
Teologen og Salmedigteren N.F.S. Grundtvig var kirkens præst fra 1839 til sin død i 1872.
- Prædikestolen befinder sig over alteret
- Orgelet
- Grundtvigstatuen af Niels Skovgaard
- Et kig ned af Løngangsstræde i 1860'erne som viser Vartov på højre side. For enden af gaden ses Filosofgangen og gamle vold som endnu eksisterede på det tidspunkt